# جو بوردو
جو بوردو (بالإنجليزية:Joe Bordeaux) (مواليد 9 مارس 1886 - الوفاة 10 سبتمبر 1950) ممثل أفلام أمريكي. مثل في 73 فلم أنتري بين 1914 و 1940.
ولد في ولاية كولورادو، وتوفي في لوس أنجلوس، كاليفورنيا.

## روابط خارجية
- جو بوردو على موقع IMDb (الإنجليزية)
- جو بوردو على موقع أول موفي (الإنجليزية)
- جو بوردو على موقع قاعدة بيانات الأفلام السويدية (السويدية)
- جو بوردو على موقع قاعدة بيانات الفيلم (الإنجليزية)
- جو بوردو على موقع كينوبويسك (الروسية)